# Михайловка (Очаковский район)
Михайловка (укр. Михайлівка) — село в Очаковском районе Николаевской области Украины.
Население по переписи 2001 года составляло 34 человека. Почтовый индекс — 57525. Телефонный код — 5154. Занимает площадь 0,057 км².

## Местный совет
57525, Николаевская обл., Очаковский р-н, с. Козырка, ул. Очаковская